# Etanolamina
La etanolamina, también llamada 2-aminoetanol o monoetanolamina, abreviado como ETA o MEA, es un compuesto químico orgánico que es tanto una amina primaria, (debido a un grupo amino en su molécula) como un alcohol primario (debido a un grupo hidroxilo). Como en el caso de otras aminas, la monoetanolamina actúa como una base débil. La etanolamina es un líquido tóxico, inflamable, corrosivo, incoloro y viscoso, con un olor similar al amoníaco. Su índice de refracción es 1.4539.
Se la suele llamar monoetanolamina para distinguirla de la dietanolamina (DEA) y de la trietanolamina (TEA). Es el segundo grupo más abundante en la cabeza polar de los fosfolípidos, que son substancias que se encuentran en las membranas biológicas.

## Usos
Se utiliza para fabricar jabón y detergentes, tinta, tinturas, caucho.
También se mezcla con boro para su mejor asimilación en agricultura.
Las soluciones de MEA en el agua se utilizan como líquido depurador de corrientes gaseosas en los tratadores de aminas. Por ejemplo, el MEA acuoso se utiliza para eliminar el dióxido de carbono (CO2) y el sulfuro de hidrógeno (H2S) de varias corrientes de gas; por ejemplo, el gas de combustión y el gas natural amargo.[15]. El MEA ioniza los compuestos ácidos disueltos, haciéndolos polares y considerablemente más solubles. Las soluciones de depuración de MEA pueden ser recicladas a través de una unidad de regeneración. Cuando se calienta, el MEA, al ser una base bastante débil, liberará el H2S o el gas CO2 disuelto, dando como resultado una solución pura de MEA.
Otro uso de la etanolamina, es para la alcalinización del agua en los ciclos de vapor de las centrales eléctricas, incluyendo las plantas de energía nuclear con reactores de agua a presión. Esta alcalinización se realiza para controlar la corrosión de los componentes metálicos. La etanolamina (o a veces una amina orgánica similar; por ejemplo, la morfolina) se selecciona porque no se acumula en los generadores de vapor (calderas) y en las grietas debido a su volatilidad, sino que se distribuye de manera relativamente uniforme a lo largo de todo el ciclo de vapor. En tal aplicación, el ETA es un ingrediente clave del llamado "tratamiento totalmente volátil" del agua (AVT).